# بيل غيست
بيل غيست (بالإنجليزية: Bill Geist)‏ هو صحفي أمريكي، ولد في 10 مايو 1945 في تشامبيغن في الولايات المتحدة.

## وصلات خارجية
- بيل غيست على موقع IMDb (الإنجليزية)
- بيل غيست على موقع إن إن دي بي (الإنجليزية)
- بيل غيست على موقع ديسكوغز (الإنجليزية)
- بيل غيست على موقع قاعدة بيانات الفيلم (الإنجليزية)